# Вулиця Чебишова (Київ)
Ву́лиця Чебишóва — зникла вулиця, що існувала в Дарницькому районі міста Києва, місцевість село Шевченка. Пролягала від вулиці Юрія Шевельова до Грузинської вулиці.
Прилучалися вулиці Тростянецька, Брацлавська, провулок Архипа Тесленка, вулиці Калинівська, Умільців, провулки Чебишова та Кронштадтський, Кронштадтська вулиця.

## Історія
Вулиця виникла, ймовірно, не пізніше кінця 1930-х — кінця 1940-х років під назвою (2-га) Київська (вперше зафіксована на карті 1943 року). Назву вулиця Чебишова отримала 1955 року, на честь російського математика Пафнутія Чебишова.
Ліквідована в середині 1980-х років у зв'язку зі знесенням малоповерхової забудови села Шевченка та частини Нової Дарниці.